# 苅田種継
苅田 種継（かりた の たねつぐ）は、平安時代初期の貴族・儒学者。姓は首。子に紀安雄がいる。官位は従五位下・助教。

## 経歴
讃岐国苅田郡出身。天長8年（831年）直講を務めていた際、淳和天皇の神泉苑への行幸に召されて、主税頭・安野真継と『春秋』について、阿波守・善道真貞と『三礼』について議論をした。
仁明朝の承和2年（835年）外従五位下に叙せられる。のち、内位の従五位下・助教に叙任された。

## 逸話
仁明天皇は経学を深く尊んでいて、しばしば儒者を召して、御前で議論をさせていた。ある時天皇は、大学博士・御船氏主と助教・苅田種継の両人を召して経義について議論させた。氏主は礼を執り、種継は伝を挙げ、激しい議論の末、決着がつかなかった。当時、怪力の持ち主であった左近衛・阿刀根継と右近衛・伴氏永の二人が相撲上手で天下無双とされていたことから、天皇は戯れに氏主を氏永に、種継を根継に例えたという。

## 官歴
『六国史』による。
- 天長8年（831年）8月10日：見直講
- 時期不詳：正六位上
- 承和2年（835年）正月7日：外従五位下
- 時期不詳：従五位下（内位）。助教[2]